# Hibernate (библиотека)
Hibernate — библиотека для языка программирования Java, предназначенная для решения задач объектно-реляционного отображения (ORM), самая популярная реализация спецификации JPA. Распространяется свободно на условиях GNU Lesser General Public License.
Позволяет сократить объёмы низкоуровневого программирования при работе с реляционными базами данных; может использоваться как в процессе проектирования системы классов и таблиц «с нуля», так и для работы с уже существующей базой.
Библиотека не только решает задачу связи классов Java с таблицами базы данных (и типов данных Java с типами данных SQL), но и также предоставляет средства для автоматической генерации и обновления набора таблиц, построения запросов и обработки полученных данных и может значительно уменьшить время разработки, которое обычно тратится на ручное написание SQL- и JDBC-кода. Hibernate автоматизирует генерацию SQL-запросов и освобождает разработчика от ручной обработки результирующего набора данных и преобразования объектов, максимально облегчая перенос (портирование) приложения на любые базы данных SQL.
Hibernate обеспечивает прозрачную поддержку сохранности данных (persistence) для «POJO» (то есть для стандартных Java-объектов); единственное строгое требование для сохраняемого класса — наличие конструктора по умолчанию (без параметров). Для корректного поведения в некоторых приложениях требуется также уделить внимание методам equals() и hashCode().
Существует порт библиотеки для .NET — NHibernate. Альтернативные ORM-фреймворки для Java — MyBatis, iBATIS, TopLink, EclipseLink. 

## Отображение
Отображение (mapping, сопоставление, проецирование) Java-классов с таблицами базы данных осуществляется с помощью конфигурационных XML-файлов или Java-аннотаций. При использовании файла XML Hibernate может генерировать скелет исходного кода для классов длительного хранения. В этом нет необходимости, если используется аннотация. Hibernate может использовать файл XML или аннотации для поддержки схемы базы данных.
Обеспечиваются возможности по организации отношения между классами «один-ко-многим» и «многие-ко-многим». В дополнение к управлению связями между объектами Hibernate также может управлять рефлексивными отношениями, где объект имеет связь «один-ко-многим» с другими экземплярами своего собственного типа данных.
Hibernate поддерживает отображение пользовательских типов значений. Это делает возможными такие сценарии:
- переопределение типа по умолчанию SQL, Hibernate выбирает при отображении столбца свойства;
- отображение перечисляемого типа Java на поле базы данных, будто они являются обычными свойствами;
- отображение одного свойства в несколько столбцов.

## Персистентность
Коллекции объектов данных, как правило, хранятся в виде коллекций Java-объектов, таких, как набор (Set) и список (List). Поддерживаются обобщенные классы (Generics). Hibernate может быть настроен на «ленивые» (отложенные) загрузки коллекций. Отложенные загрузки является вариантом по умолчанию, начиная с Hibernate 3.
Связанные объекты могут быть настроены на каскадные операции. Например, родительский класс Album (музыкальный альбом) может быть настроен на каскадное сохранение и/или удаление своего потомка Track. Это может сократить время разработки и обеспечить целостность. Функция проверки изменения данных (dirty checking) позволяет избежать ненужной записи действий в базу данных, выполняя SQL-обновление только при изменении полей персистентных объектов.
Успех библиотеки Hibernate подтолкнул JCP к разработке спецификации JDO, ставшей одной из стандартных технологий ORM на платформе JavaEE. Также Hibernate совместима с JSR-220/317 и предоставляет стандартные средства JPA.

## HQL
Hibernate обеспечивает использование SQL-подобного языка Hibernate Query Language (HQL), который позволяет выполнять SQL-подобные запросы, записанные рядом с объектами данных Hibernate. Запросы критериев предоставляются как Объектно-ориентированная альтернатива к HQL.

## Интеграция
Hibernate может использоваться как в самостоятельных приложениях Java, так и в программах Java EE, выполняемых на сервере (например, сервлет или компоненты EJB). Также он может включаться как дополнительная возможность к другим языкам программирования. Например, Adobe интегрировал Hibernate в девятую версию ColdFusion (запускаемый на серверах с поддержкой приложений J2EE) с уровнем абстракции новых функций и синтаксиса, приложенных к CFML.

## Компоненты
Hibernate ORM (до версии 4.1 называлось Hibernate Core) — ядро Hibernate, собственный API, xml-мэппинг (отображение) метаданных объектов (поддержка метаданных в виде аннотаций с версии 3.6)
Hibernate Annotations (с версии 3.6 объединены с Hibernate Core/ORM) — отображение (мэппинг) с помощью аннотаций JDK 5.0, как стандартных для JPA, так и собственных расширений
Hibernate EntityManager — реализация Java Persistence API для Java SE и Java EE
Hibernate Envers — аудит persistent-классов
Hibernate OGM — Object/Grid Mapper — расширение для хранения данных в хранилище NoSQL
Hibernate Shards — фреймворк для сегментирования баз данных — архитектурного решения по горизонтальному масштабированию с разбиением таблиц баз данных на сегменты по некоторому признаку без общих ресурсов
Hibernate Validator — аннотации и API для проверки верности и целостности данных
Hibernate Search — интеграция Hibernate с поисковой системой Lucene, с целью индексирования и поиска данных
Hibernate Tools — средства разработки для Eclipse и Ant
Hibernate Metamodel Generator — обработчик аннотаций, создающий классы статической метамодели JSR 317 Java Persistence API (JPA 2), используя при этом JSR 269 Pluggable Annotation Processing API

## История версий
Версия 1.0 выпущена в июле 2002 года, через год вышла версия 2.0, ещё через год — 3.0. В выпуске от 16 октября 2006 появились Hibernate Core, Annotations, Entity Manager (версия 3.2.0.GA с поддержкой JPA). В декабре 2013 года выпущен Hibernate ORM 4.3.0. В сентябре 2015 выпущен Hibernate ORM 5.0.2.